# 요한네스 시카르
요한네스 시카르(에스토니아어: Johannes Sikkar, 1897년 10월 15일 러시아 제국 리보니아 현(현재의 에스토니아 타르투 주) ~ 1960년 8월 22일 스웨덴 스톡홀름)는 에스토니아의 정치인이다.
에스토니아 독립 전쟁에 참전한 경력을 갖고 있으며 1936년에는 타르투 대학교 경제학과를 졸업했다. 1926년 6월 15일부터 1937년 12월 31일까지 에스토니아의 입법부인 리기코구 의원을 역임했다. 제2차 세계 대전 이 진행 중이던 1940년부터 1944년까지 독일 과 소련의 에스토니아 점령에 저항하는 운동을 전개했으며 1944년 9월 12일에는 스웨덴으로 망명했다.
1952년 4월 20일에는 에스토니아 망명 정부의 총리로 임명되었으며 1953년에는 에스토니아 망명 정부 내무부 장관으로 임명되었다. 스웨덴에서 에스토니아 망명 정부의 활동이 금지된 이후에는 노르웨이 오슬로로 이전했다.